# Cortina sulla Strada del Vino
Pour les articles homonymes, voir Cortina (homonymie).
Cortina sulla Strada del Vino (en allemand : Kurtinig an der Weinstraße) est une commune italienne située dans la province autonome de Bolzano dans la région du Trentin-Haut-Adige.

## Répartition des langues
Selon le recensement de 2011, la plupart des habitants (68,6 %) parlent l'allemand comme langue maternelle, 31,2 % parlent l'italien nativement et 0,2 % le ladin.

## Géographie
La commune s'étend sur 200 ha à 212 m d'altitude, dans la petite région de Bassa Atesina (Bozner Unterland), à l'extrémité sud de la province de Bolzano, sur la rive droite de l'Adige.

### Communes limitrophes
Cortina est limitrophe des communes d'Egna à l'est, Salorno sulla Strada del Vino au sud et Magrè sulla Strada del Vino au nord et à l'ouest.

## Toponymie
Le toponyme est attesté depuis 1276 comme « Cortinegum » ou « Cortinie », en 1359 comme « Curtinie » et en 1525 comme « Curtinig » et provient du latin curtis (« cour »),.

## Histoire
Jusqu'à la Première Guerre mondiale, Cortina faisait partie du district de Bolzano dans l'Empire austro-hongrois. À la suite de la victoire italienne scellée par le traité de Saint-Germain-en-Laye, elle fut annexée, avec l'ensemble du Tyrol du Sud au royaume d'Italie.
Pendant la période fasciste, Cortina est réunie avec l'ensemble de la Bassa Atesina à la province de Trente, pour faciliter son italianisation.
En 1948, Cortina est rattachée à la province de Bolzano en vertu de l'accord De Gasperi-Gruber et compte tenu également de la volonté exprimée par la population germanophone de Bassa Atesina.

## Politique et administration
La commune est administrée par un conseil de douze membres élus pour un mandat de cinq ans. Les dernières élections ont eu lieu en septembre 2020.
| Période                                  | Période  | Identité          | Étiquette | Qualité |
| ---------------------------------------- | -------- | ----------------- | --------- | ------- |
| 2005                                     | 2010     | Walter Giacomozzi | SVP       |         |
| 2010                                     | En cours | Manfred Mayr      | SVP       |         |
| Les données manquantes sont à compléter. |          |                   |           |         |